# 애덤 맥도널드
애덤 맥도널드(Adam MacDonald, 1977년 5월 16일 ~ )는 캐나다의 배우이다.

## 출연 작품
- 파이와켓: 죽음의 주문 (2017)
- 백컨트리 - 야생곰의 습격 (2014)
- 울브스 (2014)
- 러브 레터 프럼 언 오픈 그레이브 (2009)
- 와일드 로즈 (2009)
- 메이어소어프 (2008)
- 비잉 에리카 (2008)
- 파이널 드래프트 (2007)
- 드라마 퀸 (2004)
- 미싱 (2003)
- 사탄 스쿨 (2000)
- 뉘른베르크 (2000)
- 고잉 투 캔사스 시티 (1998)

### 텔레비전
- 루키 블루 (2010)